# Orthostigma ovale
Orthostigma ovale är en stekelart som först beskrevs av Léon Abel Provancher 1886.  Orthostigma ovale ingår i släktet Orthostigma och familjen bracksteklar. Inga underarter finns listade i Catalogue of Life.